# Dragan Džajić
Dragan Džajić, srbskou cyrilicí Драган Џајић (* 30. květen 1946, Ub) je bývalý jugoslávský fotbalista srbské národnosti. Hrával na pozici záložníka.
S jugoslávskou reprezentací získal stříbrnou medaili na mistrovství Evropy roku 1968, na němž byl zařazen i do all-stars týmu turnaje. Zúčastnil se i světového šampionátu roku 1974 a mistrovství Evropy 1976, kde Jugoslávci skončili čtvrtí a Džajić se i zde dostal do all-stars. Celkem za národní tým odehrál 85 utkání a vstřelil 23 branek.
Patřil k nejslavnějším hráčům Crvene Zvezdy Bělehrad, jako takový byl zařazen do Síně slávy klubu, jež nese jméno Zvezdine zvezde (je zde spolu s dalšími čtyřmi hráči a celým mužstvem z roku 1991). S Crvenou zvezdou se stal pětkrát mistrem Jugoslávie (1963–64, 1967–68, 1968–69, 1969–70, 1972–73) a získal čtyřikrát jugoslávský pohár (1963–64, 1967–68, 1969–70, 1970–71). Dva roky hrál i ve francouzské Bastii (1975–1977).
V anketě Zlatý míč, která hledala nejlepšího fotbalistu Evropy, skončil v roce 1968 třetí. Figuruje na seznamu UEFA Jubilee 52 Golden Players.
Roku 1998 byl prvně zvolen prezidentem Crvene zvezdy, rezignoval roku 2004, avšak byl zvolen ještě dvakrát a klub řídí dodnes.